# رينيه بيلارغيون
رينيه بيلارغيون (بالإنجليزية: Renee Baillargeon) هي عالمة نفس أمريكية، ولدت في 1954 في كيبك في كندا.